# Zingiber molle
Zingiber molle är en enhjärtbladig växtart som beskrevs av Henry Nicholas Ridley. Zingiber molle ingår i släktet Zingiber och familjen Zingiberaceae. Inga underarter finns listade i Catalogue of Life.